# مک درمیت، نوادا، اورگن
مک درمیت (به انگلیسی: McDermitt) یک منطقهٔ مسکونی در ایالات متحده آمریکا است که در نوادا واقع شده‌است. مک درمیت ۵۱۳ نفر جمعیت دارد و ۱٬۳۵۰٫۸۹ متر بالاتر از سطح دریا واقع شده‌است.